# Wólka Kożuchowska
Wólka Kożuchowska es un pueblo de Polonia, en Mazovia.  Se encuentra en el distrito (Gmina) de Wyśmierzyce, perteneciente al condado (Powiat) de Białobrzegi. Se encuentra aproximadamente a 3 km al este de Wyśmierzyce, 8 km al suroeste de Białobrzegi, y a 66 km  al sur de Varsovia. 
Entre 1975 y 1998 perteneció al voivodato de Radom.